# Cadira de braços de la joieria J. Roca
La Cadira de braços de la joieria J. Roca és una cadira de fusta lacada, entapissada i de 78 x 57 x 60 cm dissenyada a Barcelona per Josep Lluís Sert i López l'any 1934, per encàrrec de Rogelio Roca i Plans pel seu negoci, Joieria J. Roca, la qual es troba al Museu Nacional d'Art de Catalunya.

## Context històric i artístic
La irrupció dels corrents d'avantguarda a Catalunya va repercutir en el món del disseny i de l'interiorisme, com es pot veure reflectit en el conjunt de mobles dissenyats per Josep Lluís Sert per a la joieria J. Roca, dels quals el MNAC conserva una vitrina (MNAC 208630) i una cadira.
Sert, un dels exponents més radicals i fidels del col·lectiu d'arquitectes racionalistes del GATCPAC (Grup d'Arquitectes i Tècnics Catalans per al Progrés de l'Arquitectura Contemporània), va tindre cura, el 1933, del projecte de la botiga que el joier Rogeli Roca acabava de llogar al Passeig de Gràcia, núm. 18, de Barcelona. L'establiment va ésser agençat pel mateix Sert amb un ampli ventall d'elements dissenyats per a l'ocasió i va confiar-ne la construcció del mobiliari als tallers d'ebenisteria de la Vídua Josep Ribas, que van produir bona part dels dissenys del col·lectiu d'arquitectes del GATCPAC durant la dècada del 1930.
Prové d'una donació de l'any 2010 per part de Rogelio Roca i Salamanca i el seu número al catàleg del MNAC és el 208125.

## Descripció
Aquesta cadira de braços consta d'una estructura de fusta envernissada de color negre i, tot i la seua depurada simplicitat, en correspondència amb els criteris del racionalisme, palesa una imatge de refinament, confort i luxe moderns, amb certs matisos art déco, característic d'un establiment que tenia com a finalitat la venda de creacions d'alta joaillerie. En aquest cas, Sert deixa enrere la fredor dels niquelats i del tub d'acer com a base constructiva del mobiliari, característic del final de la dècada del 1920, per a atorgar a la fusta el seu protagonisme més absolut.